# Pizza Sicilia

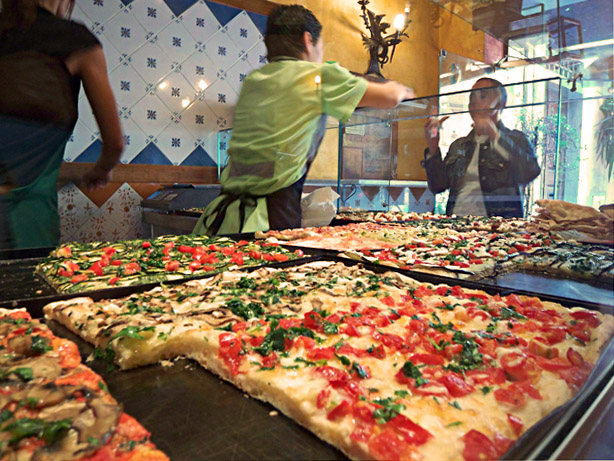
Một chiếc bánh Pizza

Pizza Sicilia hay còn gọi là Pizza vuông là một loại bánh pizza có nguồn gốc ở Palermo, Sicilia. Không giống như bánh pizza thông thường nó thường có hình vuông, với nước sốt, bột và pho mát, vụn bánh mì, hành tây, cà chua và cá cơm. Tại Hoa Kỳ, một bánh pizza Sicilia thường là một chiếc bánh hình vuông với bột dày trên một inch.
Tương tự như các món ăn được biết đến như chiếc bánh pizza này phổ biến ở những cộng đồng người Mỹ gốc Ý ở Greater Boston, Connecticut, New York và New Jersey, và đặc biệt là ở Utica, New York, một thành phố có dân số khá lớn người Mỹ gốc Ý chủ yếu là Sicilia. Nó thường được phục vụ trong một khay nướng bằng nhôm và đây là món chủ lực của các nhà hàng Pizza Hut.